# Home Again (album van Michael Kiwanuka)
Home again is het debuut-studioalbum van de Engelse soulzanger Michael Kiwanuka uit 2012. Het album is geproduceerd door Paul Butler van de Engelse indierockband The Bees. Op 9 maart 2012 werd het album uitgebracht.

## Geschiedenis
Het kwam op 17 maart 2012 op nummer zeven binnen in de Nederlandse Album Top 100 en op nummer zes in de Vlaamse Ultratop 100 Albumlijst. Nadat Kiwanuka op 6 juli 2012 een optreden gaf op het North Sea Jazz Festival in Rotterdam steeg het album de week erna van nummer 25 naar de eerste plaats in de Nederlandse Album Top 100.

## Tracklist
| 1.                 | Tell me a tale        | 4:12 |
| 2.                 | I'm getting ready     | 2:24 |
| 3.                 | I'll get along        | 3:30 |
| 4.                 | Rest                  | 3:52 |
| 5.                 | Home again            | 3:32 |
| 6.                 | Bones                 | 3:51 |
| 7.                 | Always waiting        | 4:31 |
| 8.                 | I won't lie           | 4:06 |
| 9.                 | Any day will do fine  | 3:41 |
| 10.                | Worry walks beside me | 5:00 |
| Totale duur: 38:39 |                       |      |

## Hitnoteringen

### NederlandseAlbum Top 100
| Hitnotering: 17-03-2012 t/m 17-11-2012 | Hitnotering: 17-03-2012 t/m 17-11-2012 | Hitnotering: 17-03-2012 t/m 17-11-2012 | Hitnotering: 17-03-2012 t/m 17-11-2012 | Hitnotering: 17-03-2012 t/m 17-11-2012 | Hitnotering: 17-03-2012 t/m 17-11-2012 | Hitnotering: 17-03-2012 t/m 17-11-2012 | Hitnotering: 17-03-2012 t/m 17-11-2012 | Hitnotering: 17-03-2012 t/m 17-11-2012 | Hitnotering: 17-03-2012 t/m 17-11-2012 | Hitnotering: 17-03-2012 t/m 17-11-2012 | Hitnotering: 17-03-2012 t/m 17-11-2012 | Hitnotering: 17-03-2012 t/m 17-11-2012 | Hitnotering: 17-03-2012 t/m 17-11-2012 | Hitnotering: 17-03-2012 t/m 17-11-2012 | Hitnotering: 17-03-2012 t/m 17-11-2012 | Hitnotering: 17-03-2012 t/m 17-11-2012 | Hitnotering: 17-03-2012 t/m 17-11-2012 | Hitnotering: 17-03-2012 t/m 17-11-2012 | Hitnotering: 17-03-2012 t/m 17-11-2012 |
| Week:                                  | 1                                      | 2                                      | 3                                      | 4                                      | 5                                      | 6                                      | 7                                      | 8                                      | 9                                      | 10                                     | 11                                     | 12                                     | 13                                     | 14                                     | 15                                     | 16                                     | 17                                     | 18                                     | 19                                     |
| -------------------------------------- | -------------------------------------- | -------------------------------------- | -------------------------------------- | -------------------------------------- | -------------------------------------- | -------------------------------------- | -------------------------------------- | -------------------------------------- | -------------------------------------- | -------------------------------------- | -------------------------------------- | -------------------------------------- | -------------------------------------- | -------------------------------------- | -------------------------------------- | -------------------------------------- | -------------------------------------- | -------------------------------------- | -------------------------------------- |
| Positie:                               | 7                                      | 11                                     | 9                                      | 13                                     | 23                                     | 29                                     | 46                                     | 15                                     | 19                                     | 36                                     | 34                                     | 52                                     | 50                                     | 59                                     | 59                                     | 36                                     | 25                                     | 1                                      | 2                                      |
| Week:                                  | 20                                     | 21                                     | 22                                     | 23                                     | 24                                     | 25                                     | 26                                     | 27                                     | 28                                     | 29                                     | 30                                     | 31                                     | 32                                     | 33                                     | 34                                     | 35                                     | 36                                     |                                        |                                        |
| Positie:                               | 12                                     | 7                                      | 7                                      | 11                                     | 19                                     | 21                                     | 35                                     | 53                                     | 56                                     | 53                                     | 80                                     | 62                                     | 60                                     | 69                                     | 99                                     | 46                                     | 51                                     | uit                                    |                                        |

### VlaamseUltratop 200Albums
| Hitnotering: 17-03-2012 t/m 17-11-2012 | Hitnotering: 17-03-2012 t/m 17-11-2012 | Hitnotering: 17-03-2012 t/m 17-11-2012 | Hitnotering: 17-03-2012 t/m 17-11-2012 | Hitnotering: 17-03-2012 t/m 17-11-2012 | Hitnotering: 17-03-2012 t/m 17-11-2012 | Hitnotering: 17-03-2012 t/m 17-11-2012 | Hitnotering: 17-03-2012 t/m 17-11-2012 | Hitnotering: 17-03-2012 t/m 17-11-2012 | Hitnotering: 17-03-2012 t/m 17-11-2012 | Hitnotering: 17-03-2012 t/m 17-11-2012 | Hitnotering: 17-03-2012 t/m 17-11-2012 | Hitnotering: 17-03-2012 t/m 17-11-2012 | Hitnotering: 17-03-2012 t/m 17-11-2012 | Hitnotering: 17-03-2012 t/m 17-11-2012 | Hitnotering: 17-03-2012 t/m 17-11-2012 | Hitnotering: 17-03-2012 t/m 17-11-2012 | Hitnotering: 17-03-2012 t/m 17-11-2012 | Hitnotering: 17-03-2012 t/m 17-11-2012 | Hitnotering: 17-03-2012 t/m 17-11-2012 |
| Week:                                  | 1                                      | 2                                      | 3                                      | 4                                      | 5                                      | 6                                      | 7                                      | 8                                      | 9                                      | 10                                     | 11                                     | 12                                     | 13                                     | 14                                     | 15                                     | 16                                     | 17                                     | 18                                     | 19                                     |
| -------------------------------------- | -------------------------------------- | -------------------------------------- | -------------------------------------- | -------------------------------------- | -------------------------------------- | -------------------------------------- | -------------------------------------- | -------------------------------------- | -------------------------------------- | -------------------------------------- | -------------------------------------- | -------------------------------------- | -------------------------------------- | -------------------------------------- | -------------------------------------- | -------------------------------------- | -------------------------------------- | -------------------------------------- | -------------------------------------- |
| Positie:                               | 6                                      | 2                                      | 6                                      | 11                                     | 14                                     | 18                                     | 16                                     | 9                                      | 8                                      | 14                                     | 17                                     | 23                                     | 17                                     | 23                                     | 42                                     | 39                                     | 37                                     | 22                                     | 27                                     |
| Week:                                  | 20                                     | 21                                     | 22                                     | 23                                     | 24                                     | 25                                     | 26                                     | 27                                     | 28                                     | 29                                     | 30                                     | 31                                     | 32                                     | 33                                     | 34                                     | 35                                     | 36                                     |                                        |                                        |
| Positie:                               | 36                                     | 37                                     | 45                                     | 39                                     | 55                                     | 41                                     | 52                                     | 72                                     | 77                                     | 92                                     | 79                                     | 64                                     | 68                                     | 81                                     | 98                                     | 76                                     | 77                                     | uit                                    |                                        |